# Hydroporus pubescens
Hydroporus pubescens is een keversoort uit de familie waterroofkevers (Dytiscidae). De wetenschappelijke naam van de soort is voor het eerst geldig gepubliceerd in 1808 door Gyllenhal.